# Aureum Saxophon Quartett

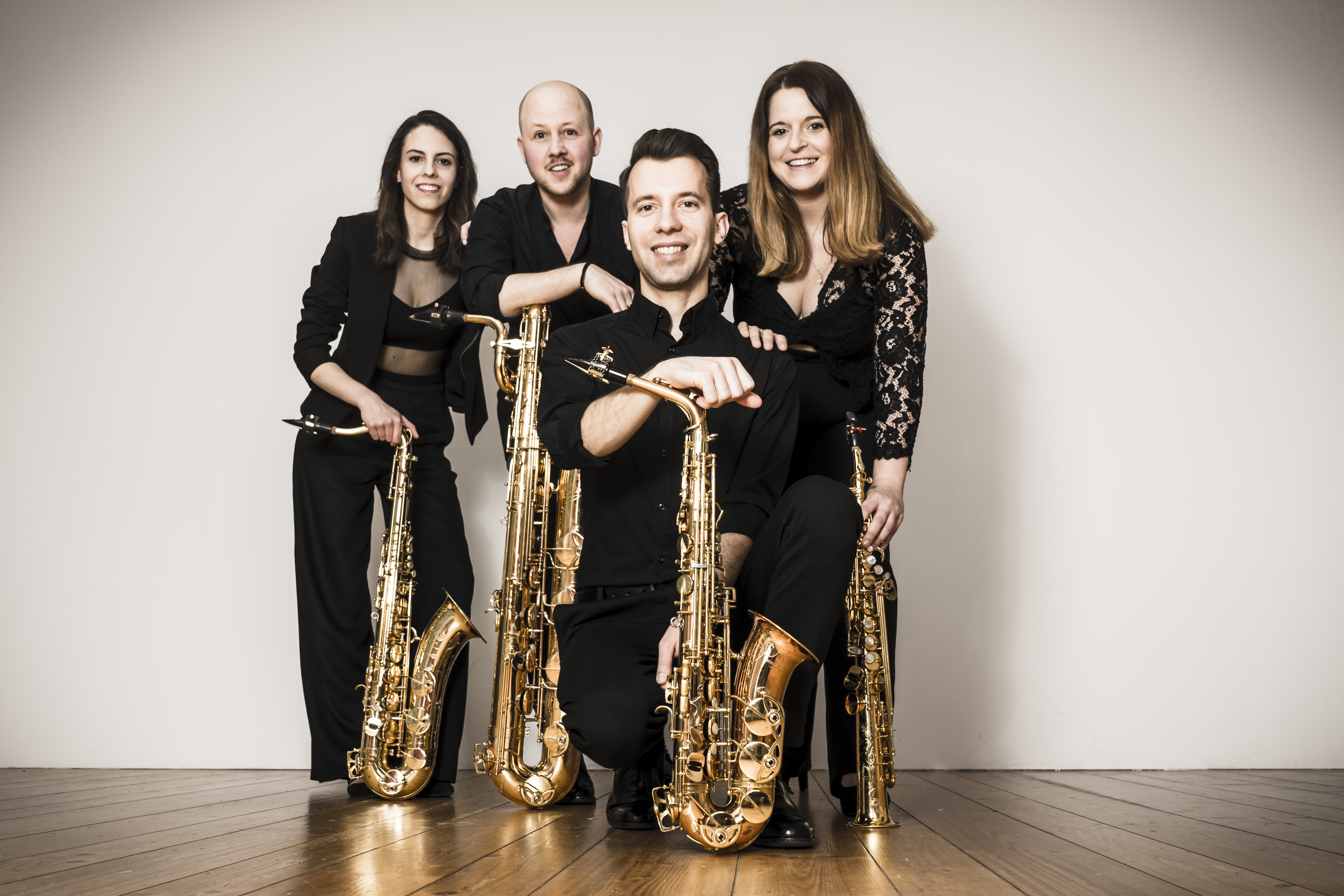
AUREUM Saxophon Quartett (v. l. n. r.: Viola Jank, Lukas Seifried, Ferenc Takács, Martina Stückler)

Das Aureum Saxophon Quartett (Kurzform: AUREUM) ist ein österreichisches Saxophon-Quartett, das vor allem in der Klassischen Musik und im Crossover tätig ist. Es besteht aus den vier in Wien lebenden Musikschaffenden Martina Stückler (Sopransaxophon), Ferenc Takács (Altsaxophon), Viola Jank (Tenorsaxophon) und Lukas Seifried (Baritonsaxophon).

## Geschichte
Die Mitglieder lernten sich während ihres Studiums an der Universität für Musik und darstellende Kunst Wien kennen und gründeten 2015 das Ensemble. Aureum spielt auf Bühnen renommierter Häuser wie dem Konzerthaus Wien, Musikverein Wien, Festspielhaus Salzburg, MuTh, Porgy & Bess (Jazzclub) und gastiert bei internationalen Festivals wie den Salzkammergut Festwochen, dem Haydnregion Festival, Pfinxt’n Festival, Istanbul Music Festival, Juu Jääb Festival, Glasperlenspiel Festival.
Das Aureum Saxophon Quartett ist Teil der Konzertreihen und Programme Musica Juventutis, Jeunesse, Live Music Now, The New Austrian Sound of Music (NASOM) und der European Chamber Music Academy (ECMA).
Mit ihrem zweiten Konzertprogramm "golden roots" waren Aureum 2022 bis 2024 in Estland, Tschechien, Tunesien, Serbien, Albanien, Vietnam, Singapur, Chile und Österreich unterwegs. In ihren Live-Shows präsentieren Aureum ihre Musik mit unvergleichlichem Witz und Charme, situativer Szenografie und richtigem Timing und rütteln so an den üblichen, klassischen Konzertkonventionen.
Das Ensemble ist außerdem regelmäßig in der Musikvermittlung tätig und engagiert sich im sozialen Bereich. Das Musikvermittlungsprojekt #klanginsel „Mach dir ein Bild vom Klang“ war Ergebnis einer erfolgreichen Kooperation mit dem Tonkünstler-Orchester Niederösterreich.
Aureum arbeitet(e) mit verschiedensten Musik- und Künstlerpersönlichkeiten des In- und Auslandes zusammen, darunter Leonhard Paul, Ferdinando Chefalo, Oto Vrhovnik, Barbara Strack-Hanisch, Michaela Reingruber, Christian Maurer, Viola Falb, Otto Brusatti, Rudolf Pietsch († 2020), Gerald Resch und Markus Kupferblum.

## Stil
Das Aureum Saxophon Quartett bewegt sich zwischen Tradition und Moderne ohne sich dabei einschränken zu lassen. Alle vier Mitglieder binden ihre musikalischen Vorlieben in das Repertoire mit ein und vereinen darin Klassik, Jazz, Weltmusik und Volksmusik auf höchstem Niveau. Die Interpretation von genuiner, österreichischer Volksmusik ist hierbei besonders hervorzuheben und in der Besetzung von vier Saxophonen ein absolutes Alleinstellungsmerkmal.

## Besetzung
- Martina Stückler, Sopransaxophon (Gründungsmitglied)
- Ferenc Takács, Altsaxophon (seit 2024)
- Viola Jank, Tenorsaxophon (Gründungsmitglied)
- Lukas Seifried, Baritonsaxophon (Gründungsmitglied)[3]

ehemalige Mitglieder:
- Johannes Weichinger, Altsaxophon (Gründungsmitglied; bis 2024)

## Konzertprogramme
- NEWsorgsky (2017–2019)
- MAUSsorgsky (Kinderprogramm) (2020–2024)
- beat.hoven (2020)
- golden roots (2022–2024)[4]
- umami (seit 2024)

## Diskografie
- 2018: NEWSORGSKY (Ohrwurm Productions, Preiser Classics)[5]
- 2022: golden roots (Preiser Records)[6]

## Auszeichnungen
- 2016: Osaka Wettbewerb (Auszeichnung & Zulassung zum Finale)
- 2018: Casinos Austria Rising Star Award (CARSA) (3. Preis)
- 2018: Bestenliste Falter 2018
- 2018: Musica Juventutis 2018 (Gewinner des Auswahlspiels)
- 2018: Live Music Now Ensemble
- 2019: Internationaler Franz Cibulka Wettbewerb (2. Preis)
- 2020: Danubia Talents International Music Competition 2020 (2. Preis)
- 2020–2022: The New Austrian Sound of Music (NASOM) Ensemble der Saison 2020–22[7]
- 2023: World’s Best Musicians Competition 2023 (Absolute Winner)[8]
- 2023: Classical Stars Competition (Absolute Winner)[9]